# Litoria auae
Litoria auae és una espècie de granota endèmica de Papua Nova Guinea.